# Okpometa
Okpometa è un arrondissement del Benin situato nella città di Kétou (dipartimento dell'Altopiano) con 8.873 abitanti (dato 2006).